# Altair
Altair (AFI: /alˈtair/, dall'arabo الطائر‎?, Al-Ṭa'ir, "uccello" o "aquila"; α Aql / α Aquilae / Alfa Aquilae) è una stella bianca di sequenza principale avente magnitudine +0,77, che si trova a una distanza di circa 17 anni luce dalla Terra, nella costellazione dell'Aquila. È la stella più luminosa della costellazione nonché la dodicesima stella più brillante del cielo notturno; è inoltre una delle più vicine alla Terra. È anche uno dei vertici del Triangolo estivo (gli altri due sono Vega e Deneb). La sua vicinanza all'equatore celeste la rende osservabile da tutte le regioni popolate della Terra.
Altair è degna di nota per la sua rotazione molto rapida: misurando la larghezza delle sue linee spettrali, si è appurato che compie una rotazione completa su sé stessa in appena 8 ore e mezza. Per confronto, il Sole impiega circa 25 giorni.

## Osservazione

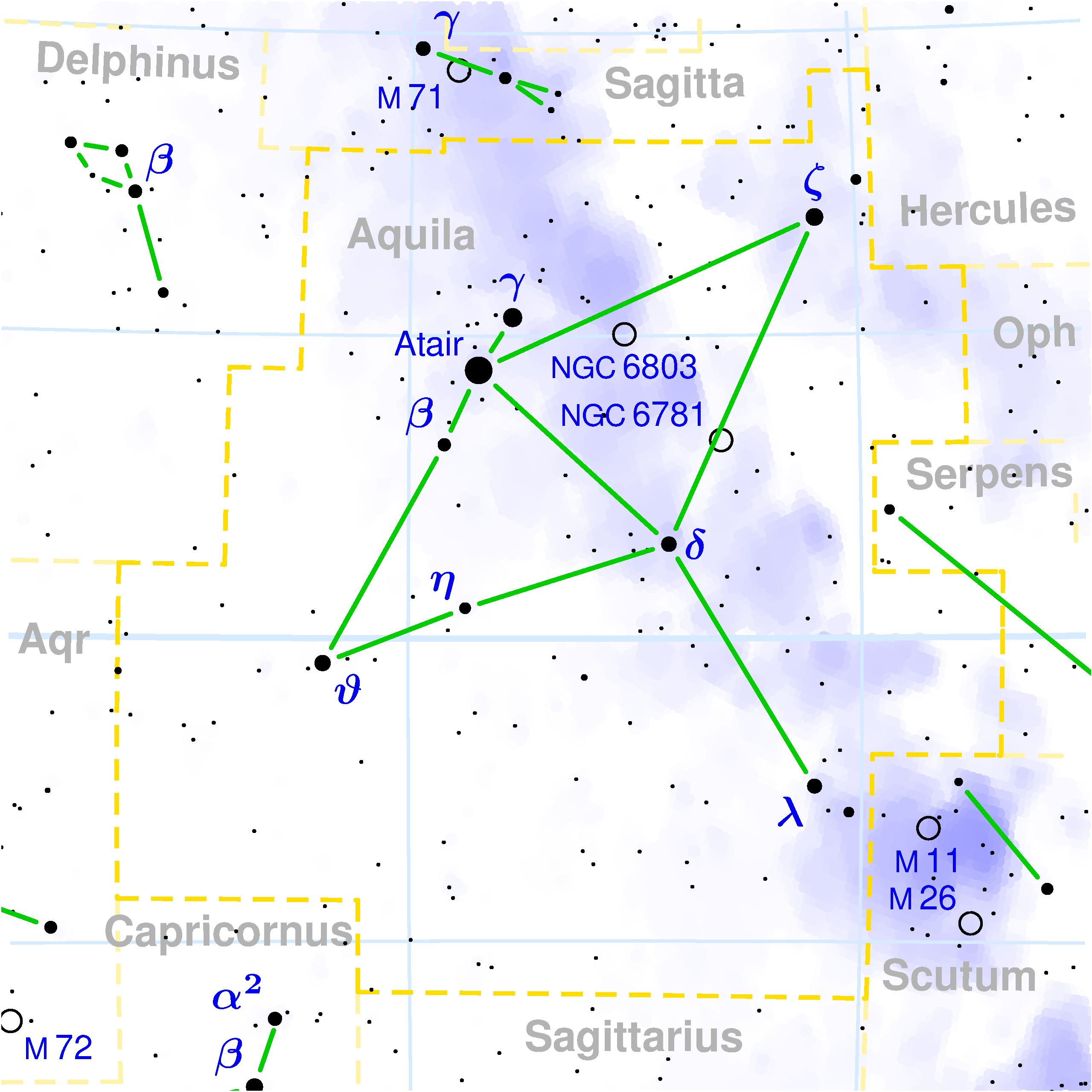
Carta della costellazione dell'Aquila, in cui è apprezzabile la posizione di Altair.

Altair è individuabile nella parte nord-orientale della costellazione dell'Aquila nei pressi della Via Lattea boreale, qui oscurata al suo centro dalla Fenditura dell'Aquila. La sua magnitudine apparente di +0,77 la rende facilmente distinguibile al centro di un trio di stelle formato, oltre che da Altair, da Alshain e Tarazed. Le tre stelle sono quasi allineate a formare una linea inclinata lunga 4° 46'' a cui estremi giacciono Tarazed e Alshain; Tarazed dista 2° 40'' da Altair e quest'ultima 2° 42'' da Alshain. Altair è la stella nettamente più luminosa delle tre, avendo Tarazed magnitudine apparente +2,72 e Alshain +3,71. L'asterismo è reso suggestivo dai colori delle tre stelle dato che Altair è bianca, Tarazed arancio-oro e Alshain giallo chiaro.
Altair forma, assieme a Vega e a Deneb, uno dei tre vertici del Triangolo estivo. La sua distanza angolare da Vega è di 34°, quella da Deneb di 38°, mentre Vega e Deneb distano fra loro 24°. Altair quindi rappresenta il vertice meridionale di un triangolo quasi isoscele che ha come base la linea che collega Deneb con Vega.
La declinazione di Altair è +8° 52'; quindi, pur essendo una stella dell'emisfero boreale, essa è abbastanza vicina all'equatore celeste da essere visibile da tutte le regioni popolate della Terra. Essa risulta invisibile solo nelle regioni più interne del continente Antartico. D'altra parte una tale posizione fa sì che Altair risulti circumpolare solo nelle regioni prossime al polo nord. Altair è osservabile da entrambi gli emisferi durante i mesi compresi fra giugno e novembre e culmina il primo di settembre.
Altair è una stella ad elevato moto proprio. Essa si muove sulla sfera celeste 655 mas ogni anno. Questo significa che essa percorre quasi un grado d'arco ogni 5000 anni.

## Ambiente galattico

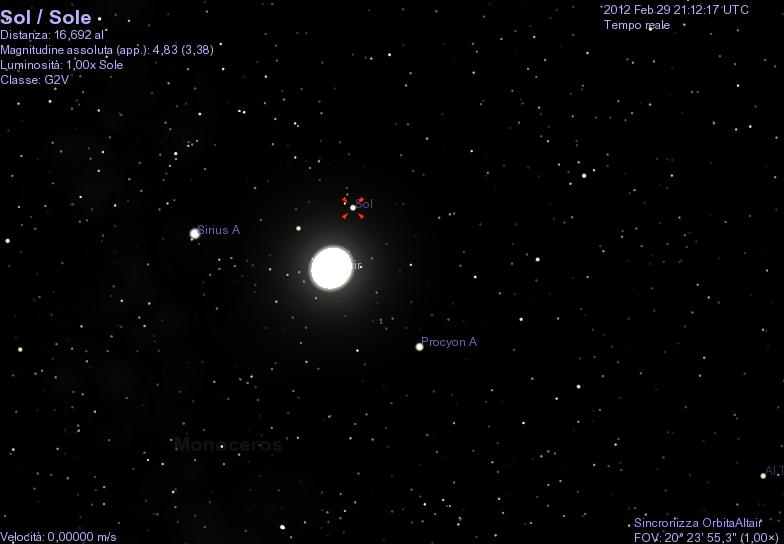
Il Sole visto da Altair in una simulazione di Celestia. Apparentemente vicino a Sirio e Procione, apparirebbe di magnitudine +3,38

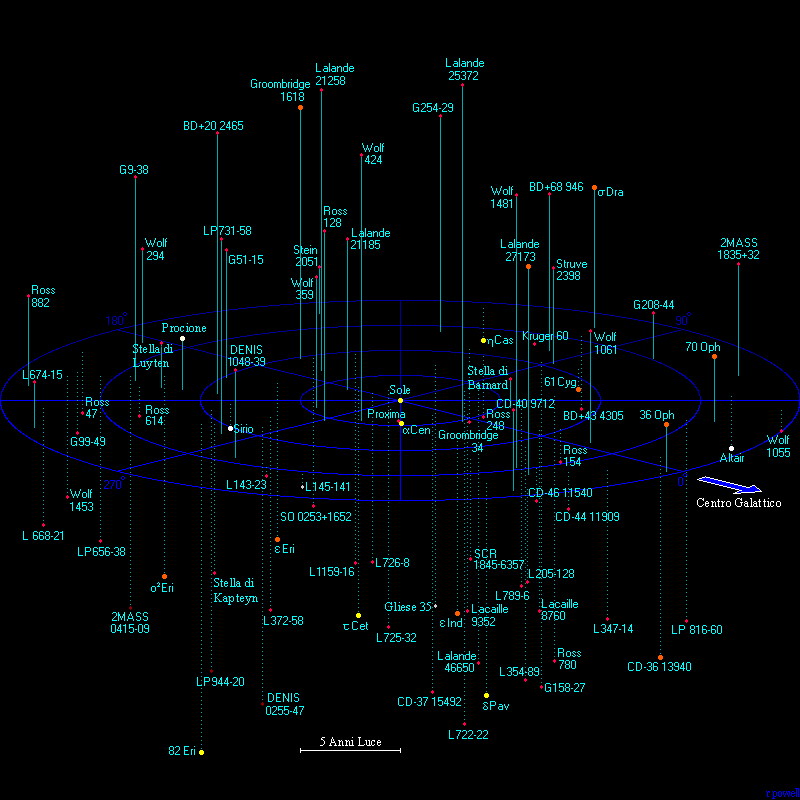
Mappa delle stelle entro un raggio di 20 anni luce dal Sole. Si apprezza la posizione di Altair rispetto al Sole, al piano galattico e al centro galattico

La brillantezza apparente di Altair è dovuta non tanto alla sua luminosità intrinseca, quanto al fatto che si tratta di una stella relativamente vicina. Infatti, la parallasse misurata dal satellite Hipparcos è pari a 194,95 mas; ciò pone Altair a una distanza di 16,73 anni luce dalla Terra. Si tratta, fra gli astri visibili ad occhio nudo, del decimo in ordine di distanza. Trovandosi relativamente vicina al Sole, Altair ne condivide lo stesso ambiente galattico. Le sue coordinate galattiche sono 47,74° e -8,90°. Una longitudine galattica di circa 47° significa che la linea ideale che congiunge il Sole e Altair, se proiettata sul piano galattico, forma con la linea ideale che congiunge il Sole con il centro galattico un angolo di 47°; ciò implica che Altair è leggermente più vicina al centro galattico di quanto non sia il Sole. Una latitudine galattica di circa -8,90° significa che Altair si trova poco più a sud rispetto al piano su cui sono posti il Sole e il centro galattico.
Le stella più vicina ad Altair è Gliese 752, una stella binaria composta da due deboli stelle rosse di sequenza principale, rispettivamente di classe M2,5 V e M8 V. La coppia dista da Altair 3,7 anni luce. Data la sua debolezza Gliese 752 non solo è invisibile a occhio nudo dalla Terra (ha magnitudine apparente +17,3), ma lo sarebbe anche a un ipotetico osservatore posto su Altair. A 7,8 anni luce da Altair si trova invece un'altra stella binaria, 70 Ophiuchi, composta da due stelle arancioni di sequenza principale di classe K0 V e K5 V. Questo sistema è visibile dalla Terra (ha magnitudine apparente +4,03) e lo sarebbe anche per un ipotetico osservatore posto su Altair. A 9,1 anni luce si trova HIP 103039, una stella rossa di classe M4, mentre a 9,8 anni luce si trova 61 Cygni, un'altra stella binaria composta da due stelle arancioni di sequenza principale.
Vega, che dista da Altair meno di 15 anni luce, sarebbe la stella più brillante nei cieli di un ipotetico pianeta orbitante attorno ad Altair; di magnitudine -1,14 supererebbe ampiamente Canopo, mentre Sirio, distante 25 anni luce, avrebbe una magnitudine "solo" di +0,83.

## Caratteristiche

### Classificazione e stato evolutivo
Altair è classificata come stella di classe A7 V. Ciò significa che Altair è una stella bianca di sequenza principale con una temperatura superficiale media di 7.550 K, superiore a quella del Sole di circa 2.000 K. Altair compare classificata talvolta anche come una stella di classe A7 IV-V Se ciò fosse corretto, Altair è una stella che starebbe terminando il suo ciclo vitale nella sequenza principale e che giace poco al di sopra di essa, alla base della striscia di instabilità, una zona del diagramma H-R che interseca la sequenza principale nella regione compresa tra le stelle di classe A e quelle di classe F (1-2 M☉) e si estende quasi verticalmente verso le stelle più luminose. Tuttavia studi recente la indicano molto più giovane, nel suo nucleo avrebbe consumato solo una piccola parte della sua massa iniziale di idrogeno, e per una stella la cui durata in sequenza principale prevista è di 2 miliardi di anni, ne consegue che la sua età attuale sarebbe di soli 100 milioni di anni.

### Massa e luminosità
Non avendo compagne accertate, è difficile calcolare con precisione la massa di Altair. Numerosi studi comunque la stimano compresa fra 1,7 e 1,8 M☉. Tali ipotesi circa la massa della stella derivano dalla sua posizione nel diagramma H-R. Per esempio, Suárez e colleghi (2005) riportano un valore di 1,75 ± 0,1 M☉, Peterson e colleghi (2006) stimano una massa di 1,791 M☉, mentre il RECONS riporta un valore di 1,71 M☉, Bouschad e colleghi di 1,86 M☉.
La luminosità assoluta di Altair può essere stimata a partire dalla sua distanza e dalla sua magnitudine apparente, oltre che dalla sua temperatura superficiale, che permette di valutare quanta radiazione sia emessa nell'ultravioletto. Suárez e colleghi (2005) stimano la luminosità assoluta della stella pari a 9,63 ± 0,10 L☉; il valore riportato da Peterson e colleghi (2006) è leggermente superiore: 10,64 ± 0,27 L☉. Utilizzando la relazione massa-luminosità e supponendo una massa di circa 1,8 M☉, si ricava che Altair dovrebbe avere una luminosità attorno a 10 L☉.

### Gravità superficiale e metallicità

Altair

La gravità di superficie di Altair è stimata avere un valore vicino a log g = 4. Claret e colleghi (1995) assumono un valore log g = 4, così come Ohishi e colleghi (2004), mentre Erspamer & North (2003) calcolano un valore log g = 4,13. Poiché la gravità superficiale della Terra è log g = 2,99, ciò significa che la gravità superficiale della stella è circa 10 volte superiore a quella del nostro pianeta.
La metallicità di Altair, cioè la presenza di elementi chimici più pesanti dell'elio, è inferiore a quella del Sole. Tuttavia il valore preciso è incerto e le stime riportate dagli studiosi variano anche di molto. Zakhozhaj & Shaparenko (1996) e Erspamer & North (2003) propongono [Fe/H] = -0,24. Se questo valore fosse corretto, Altair avrebbe il 57% dell'abbondanza di metalli presenti nel Sole. Tuttavia Buzasi e colleghi (2004) riportano [Fe/H] = -0,15 (70% della metallicità solare), mentre Domiciano de Souza (2005) [Fe/H] = −0,34 (45% della metallicità solare).
Conoscendo la luminosità assoluta, la temperatura superficiale, la metallicità e la gravità di superficie di Altair è possibile formulare ipotesi circa l'età della stella. Lachaume e colleghi (1999) hanno calcolato una età di 1,23 miliardi di anni, mentre Domiciano de Souza (2005) una età compresa fra 1,2 e 1,4 miliardi di anni. Tuttavia studi più recenti come quello di Bouchaud e colleghi, riportano una metallicità più elevata ([M/H] = 0,19), superiore a quella solare e un'età molto più bassa, suggerendo che in realtà Altair è una giovane stella bianca con un'età di 100 milioni di anni.

### Variabilità
Sulla base di osservazioni compiute dal telescopio spaziale WIRE nel 1999 Altair è stata riconosciuta come una stella variabile δ Scuti. Si tratta di stelle subgiganti o di sequenza principale aventi classe compresa fra A2 e F0 che variano la loro luminosità di meno di 0,3 magnitudini con periodi inferiori a 0,3 giorni. La curva di luce di Altair può essere interpretata come la somma di parecchie onde sinusoidali con periodi compresi fra 0,8 e 1,5 ore corrispondenti ad altrettanti modi di oscillazione della stella. In particolare il modo fondamentale ha un periodo di 1,52 ore e una ampiezza di 420 ppm. Esso corrisponde probabilmente a una pulsazione radiale della stella.

### Una stella singola
Altair è probabilmente una stella singola. Finora non sono state osservate né compagne, sia stellari che substellari (nane brune), né pianeti. Inoltre non è stata finora rilevata la presenza di polvere intorno alla stella.

## Velocità di rotazione e schiacciamento ai poli
La caratteristica meglio studiata di Altair è la sua alta velocità di rotazione, che produce un marcato schiacciamento della stella ai poli.

### Storia delle osservazioni
Il diametro angolare di Altair fu misurato con tecniche interferometriche da R. Hanbury Brown e collaboratori presso l'Osservatorio Narrabri negli anni sessanta. Essi appurarono che il diametro della stessa era di 3 millarcosecondi. Sebbene i dati indicassero che Altair era schiacciata ai poli, essi erano insufficienti per misurarne con precisione lo schiacciamento. Successivamente lo schiacciamento di Altair fu osservato nelle frequenze dell'infrarosso mediante il Palomar Testbed Interferometer nel 1999 e 2000. Il resoconto di queste osservazioni è contenuto in un lavoro del 2001 pubblicato da G. T. van Belle e collaboratori.
La teoria predice che, a causa della sua forma a sferoide oblato, la gravità superficiale e la temperatura effettiva di Altair siano inferiori all'equatore rispetto ai poli. La distanza della superficie dal centro, dove l'energia della stella viene prodotta, è infatti maggiore all'equatore rispetto ai poli. Questo fenomeno, conosciuto come oscuramento gravitazionale o effetto von Zeipel, fu confermato da osservazioni compiute mediante il Navy Prototype Optical Interferometer (NPOI) nel 2001 da Ohishi e colleghi (2004) e da Peterson e colleghi (2006). Anche Domiciano de Souza e colleghi (2005) hanno potuto osservare l'oscuramento gravitazionale di Altair utilizzando lo strumento VINCI del Very Large Telescope (VLT).
Altair è anche una delle poche stelle della quale disponiamo di una immagine non puntiforme. Nel 2006 e 2007 J. D. Monnier e colleghi hanno ottenuto una immagine di Altair utilizzando lo strumento MIRC dell'interferometro CHARA Array situato presso l'Osservatorio di Monte Wilson. Era la prima volta che una stella di sequenza principale diversa dal Sole veniva risolta. L'immagine a falsi colori fu pubblicata nel 2007 ed è riportata qui a fianco: le regioni più luminose sono rappresentate in bianco, quelle meno luminose in blu. Nell'immagine il nord (la direzione verso il polo nord celeste) è in alto, mentre l'est è a sinistra; la linea bianca rappresenta l'asse di rotazione della stella, mentre la griglia nera mostra la latitudine e la longitudine di un sistema di coordinate centrato su Altair. L'oscuramento gravitazionale è chiaramente visibile dalla macchia bianca nei pressi del polo e dal colore blu dell'equatore, che indica una temperatura più bassa.

### Raggio, velocità di rotazione, inclinazione

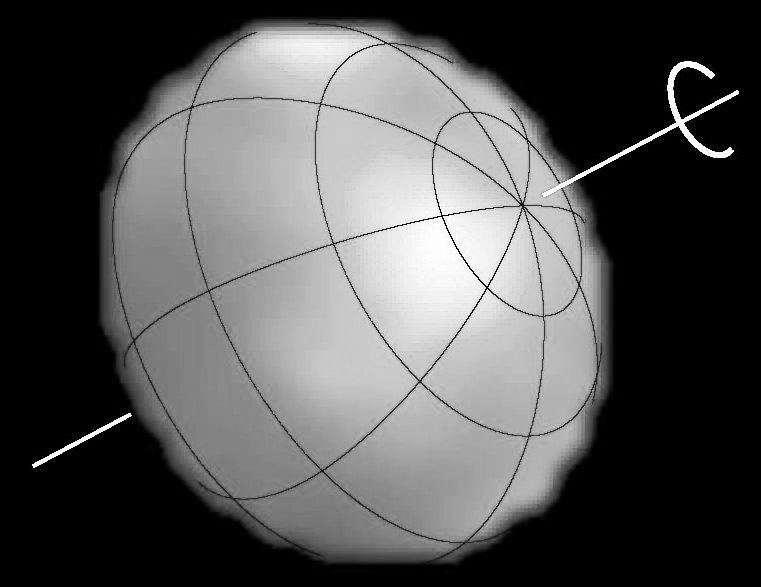
Immagine di Altair ripresa dal CHARA Array e che mostra l'inclinazione dell'asse di rotazione.

Se a grandi linee gli studiosi concordano circa la forma e la distribuzione delle temperature superficiali di Altair, c'è meno accordo circa i valori precisi del raggio, della velocità di rotazione e dell'inclinazione dell'asse di rotazione della stella rispetto alla nostra visuale. Quest'ultimo valore in particolare, benché difficile da ricavare, è decisivo: la forma ellissoidale del disco che appare agli strumenti, sebbene ci offra delle indicazioni sulla reale forma della stella, fornisce solo dei vincoli riguardo ad essa e non la indica in modo univoco: in particolare, finché non conosciamo l'inclinazione dell'asse di rotazione, non avremo una idea precisa del suo reale schiacciamento.
Per quanto riguarda le dimensioni del disco ellittico che appare dalla Terra, Van Belle e colleghi (2001) hanno misurato un asse maggiore di 3,461 ± 0,038 mas e un asse minore di 3,037 ± 0,069 mas; Ohishi e colleghi (2004), che tengono conto delle differenze di luminosità fra le varie parti del disco della stella, causate dalla non uniforme temperatura superficiale, hanno ottenuto un asse maggiore di 3,77 mas e un asse minore di 3,29 mas; Domiciano de Souza e colleghi (2005) hanno ricavato valori simili: 3,83 ± 0,06 mas e 3,29 mas, Peterson e colleghi (2006) hanno ottenuto valori rispettivamente di 3,598 ± 0,017 mas e 3,056 ± 0,047 mas. 

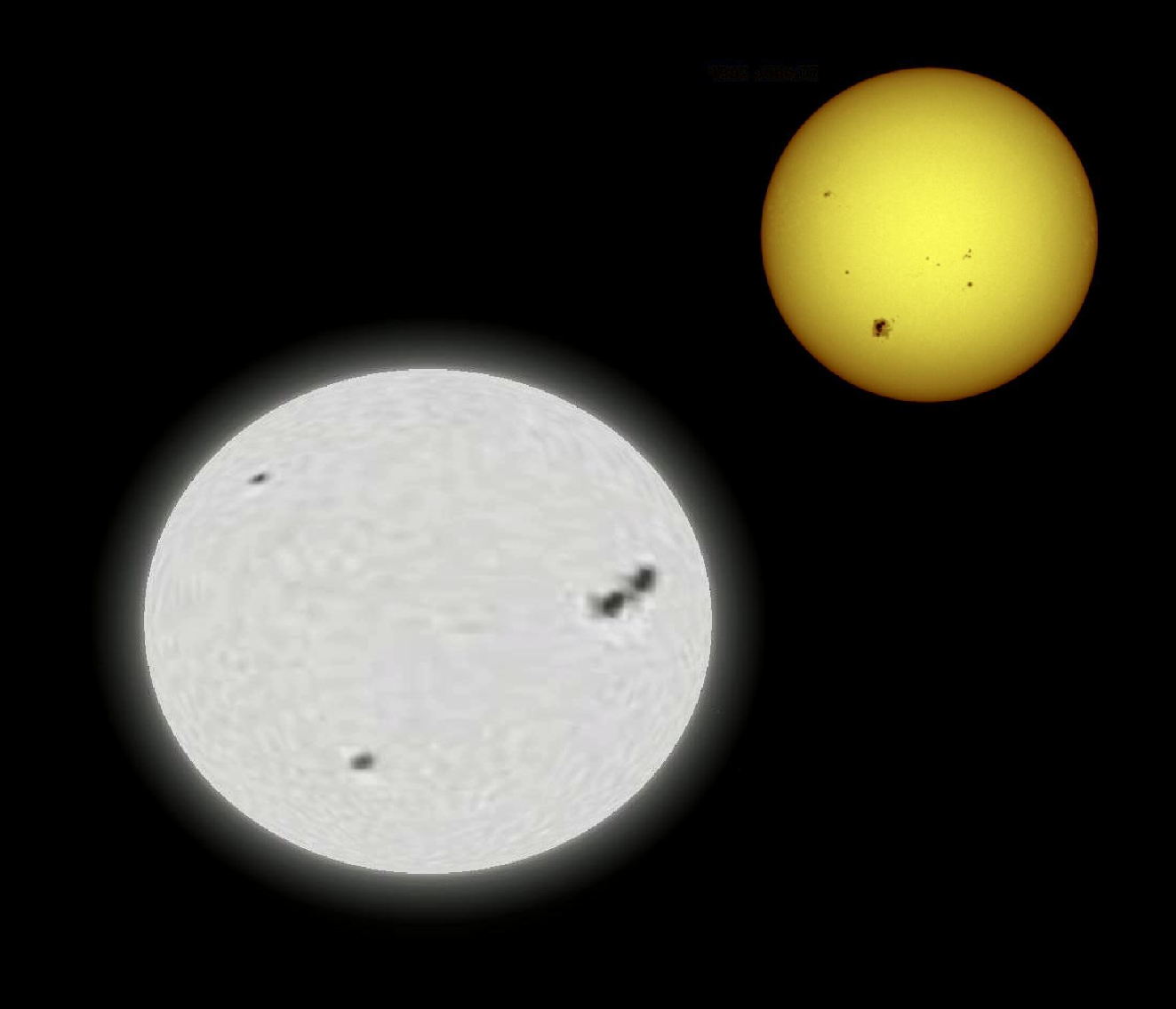
Raffronto tra le dimensioni di Altair (in basso a sinistra) e del Sole.

Date le dimensioni del disco ellittico, se si conosce anche l'inclinazione dell'asse di rotazione della stella rispetto alla nostra visuale, è possibile ricavare la misura del raggio polare ed equatoriale della stella espressi in mas; conoscendo la distanza della stella da noi, è poi possibile esprimere il raggio polare ed equatoriale in raggi solari. In particolare, se l'inclinazione dell'asse rispetto alla nostra visuale è di 90°, se cioè l'asse minore dell'ellisse coincide con l'asse di rotazione della stella, allora l'asse minore dell'ellisse coinciderebbe con il diametro polare e l'asse maggiore con il diametro equatoriale della stella; ma se l'asse di inclinazione è minore di 90°, allora lo schiacciamento di Altair ai poli è maggiore di quanto non appaia dalla forma visibile del disco ed è tanto maggiore quanto più il valore dell'inclinazione è vicino a 0° (cioè quanto più la stella rivolge a noi uno dei suoi poli).
Sfortunatamente, alcune delle stime dell'inclinazione dell'asse di rotazione di Altair (Van Belle e colleghi (2001) e Ohishi e colleghi (2004)) sono viziate da errori, quali lo scambio inavvertito delle coordinate. Gli altri risultati mostrano un accordo solo parziale: Reiners e Royer (2004) stimano che l'angolo di inclinazione sia superiore a 68°. Se così è, la velocità di rotazione della stella è inferiore a 245 km/s, il 54% della velocità critica, oltre la quale la stella si distruggerebbe. Domiciano de Souza e colleghi (2005) invece stimano un angolo di inclinazione molto minore: 55° ± 8°; questo si traduce in una stima superiore della velocità di rotazione: 277 km/s, il 77% delle velocità critica. Inoltre gli studiosi stimano un raggio equatoriale di 2,117 ± 0,035 R☉ e un raggio polare di 1,818 R☉; di conseguenza il rapporto fra raggio equatoriale e raggio polare è 1,164, cioè la stella ha un raggio equatoriale che è più grande del raggio polare del 16,4%. Nel modello di Peterson e colleghi (2006) Altair ha una inclinazione di 63,9°; ciò si traduce in una velocità di rotazione all'equatore di 273 km/s, il 72% della velocità critica; essi stimano il raggio equatoriale essere pari a 1,988 ± 0,009 R☉ e quello polare pari a 1,636 ± 0,022 R☉, con un rapporto fra i due di 1,21. Infine Monnier e colleghi (2007), che hanno utilizzato l'interferometro con la risoluzione più alta (0,64 mas), hanno stimato una inclinazione dell'asse di rotazione di 57,2° ± 1,9°, una velocità di rotazione all'equatore di 285 km/s (il 92% di quella critica), un raggio equatoriale di 2,029 ± 0,007 R☉ e un raggio polare di 1,634 ± 0,011 R☉; di conseguenza lo schiacciamento è 1,24.
Nel 2020, K. Bouchaud e colleghi compiono un nuovo studio interpolando i dati interferometrici passati con modelli computerizzati che tengono conto degli effetti della rotazione sull'atmosfera stellare, calcolando valori inferiori di raggio e inclinazione dell'asse di rotazione: il raggio polare è 1,57 volte quello solare e il raggio equatoriale 2,01 R⊙. La velocità di rotazione calcolata in questo studio è di v sin i = 242 km/s, mentre l'inclinazione dell'asse di rotazione è indicata in soli 50,65°. La velocità di rotazione è differenziata, non solo tra le zone equatoriali e quelle polari, ma anche tra il nucleo e gli strati superficiali; la velocità di rotazione del nucleo è infatti del 50% superiore a quella degli strati esterni.

### Distribuzione della temperatura e della gravità superficiali

La struttura interna di alcune stelle in relazione alla loro massa; le curve rappresentano la zona convettiva, le linee spezzate la zona radiativa. Ci si attenderebbe che Altair abbia una zona superficiale radiativa.

Essendo Altair uno sferoide oblato, i diversi punti della sua superficie hanno distanze differenti dal centro della stella. Di conseguenza essa presenta temperature e gravità superficiali differenti a seconda della latitudine. Nel modello di Domiciano de Souza e colleghi (2005), la temperatura ai poli è di 8.500 K, mentre all'equatore la temperatura è di circa 6.500 K. Peterson e colleghi (2006) invece stimano una temperatura polare di 8.740 ± 140 K e una equatoriale di 6.890 ± 60 K. Inoltre, nel loro modello la gravità ai poli è 4,266 ± 0,012 log g, mentre all'equatore è 3,851 ± 0,035 log g. Infine, Monnier e colleghi (2007) ipotizzano una temperatura polare di 8.450 ± 140 K e una equatoriale di 6.860 ± 150 K.
Le stelle con massa uguale o maggiore di 1,8 M☉ trasportano l'energia dal nucleo alla superficie mediante radiazione. Le stelle meno massicce e meno calde in superficie presentano invece uno strato superficiale convettivo che è tanto più spesso quanto meno la stella è massiccia. Se Altair fosse sferica, i suoi strati superficiali sarebbero abbastanza caldi da essere radiativi. Tuttavia l'ineguale temperatura superficiale di Altair, dovuta al suo schiacciamento polare, comporta che le sue regioni equatoriali non siano abbastanza calde da trasportare l'energia mediante radiazione. Altair ha pertanto dei poli radiativi e una zona equatoriale convettiva. Ciò ha la conseguenza che, contrariamente a quanto ci si aspetterebbe da una stella della massa di Altair, essa presenta una corona.

### Corona ed emissione di raggi X
La presenza di una corona stellare dipende dal meccanismo con cui la stella trasporta l'energia: solo le stelle che hanno una zona superficiale convettiva presentano una corona, mentre questa è assente nelle stelle che possiedono un meccanismo superficiale di trasporto dell'energia radiativo. Che Altair avesse una corona e una cromosfera è noto fin dagli anni novanta. Ciò rappresentava un problema per le teorie che cercano di modellare la struttura stellare in quanto stelle della massa di Altair dovrebbero essere sufficientemente calde in superficie per essere radiative in tale zona. Tuttavia la scoperta dello schiacciamento polare di Altair ha risolto il problema: la temperatura nella zona equatoriale è sufficientemente bassa perché si inneschino fenomeni convettivi.
La corona di Altair è stata studiata mediante il telescopio spaziale XMM-Newton per i raggi X. Come è prevedibile, le strutture coronali sono presenti soprattutto nelle zone equatoriali della stella e in quelle di bassa latitudine. Esse sono relativamente deboli: l'emissione di raggi X rappresenta solo un venticinquemilionesimo della radiazione totale della stella, un valore 10.000 volte inferiore a quello riscontrabile nelle stelle meno massicce. Probabilmente ciò è dovuto sia al fatto che le strutture coronali interessano solo parte della stella, sia al fatto che le zone convettive sulla superficie di Altair sono molto sottili. Le strutture coronali hanno una temperatura compresa fra 1 e 4 milioni di K, con una media di 2,5 milioni di K. Esse presentano una variabilità di circa il 30%: parte di questa variabilità è dovuta a un ciclo di circa 10 ore, forse legato alla rotazione della stella; parte è invece probabilmente dovuta alla ristrutturazione della corona stessa. Non sono stati osservati brillamenti o cambiamenti spettrali significativi.

## Luminosità comparata nel tempo
La velocità radiale di Altair è -26,1 ± 0,9 km/s. Ciò significa che Altair sta avvicinandosi a noi e che di conseguenza la sua magnitudine apparente è destinata ad aumentare nei prossimi millenni. In particolare, Altair continuerà ad avvicinarsi alla Terra per i prossimi 140.000 anni, al termine dei quali la stella si troverà a poco più di 9 anni luce da noi e brillerà a una magnitudine apparente di -0,53. A quel punto Altair comincerà ad allontanarsi dalla Terra e la sua luminosità apparente comincerà a declinare.
L'aumento di luminosità a cui Altair andrà incontro la porterà ad essere fra 140.000 anni la terza stella più luminosa del cielo, dopo Sirio e Canopo. Sirio, infatti, aumenterà la propria luminosità per i prossimi 50.000 anni, quando raggiungerà il picco di -1,66; poi la sua luminosità comincerà a declinare, comunque fra 140.000 anni essa sarà ancora la stella più brillante del cielo con una magnitudine di -1,37. Canopo ha raggiunto la sua massima luminosità apparente 3,11 milioni di anni fa, quando brillava a una magnitudine di -1,86. Da allora Canopo sta diminuendo la sua luminosità, ma molto lentamente: attualmente ha una magnitudine di -0,74, che la rende la seconda stella più brillante del cielo notturno, e lo sarà ancora fra 140.000 anni, quando brillerà a una magnitudine di -0,57.
Altre stelle, attualmente più luminose di Altair, come α Centauri, Arturo e Procione, si troveranno tutte nel punto più vicino alla Terra entro i prossimi 50.000: fra 50.000 esse staranno diminuendo la propria luminosità e saranno l'una dopo l'altra superate da Altair. Vega, un'altra stella attualmente più luminosa di Altair, è invece destinata ad aumentare la propria luminosità per i prossimi 290.000 anni, quando raggiungerà il picco di -0,81. Tuttavia, il suo aumento di luminosità è molto più lento di quello di Altair, sicché quest'ultima supererà Vega fra circa 110.000 anni. Nondimeno, fra 140.000 anni, quando la luminosità di Altair comincerà a declinare, quella di Vega starà continuando ad aumentare, sicché Vega supererà nuovamente Altair in luminosità entro poche migliaia di anni.
La tabella sottostante indica i dati delle magnitudini apparenti delle stelle esaminate nel grafico, con un campionamento di 25 000 anni; il grassetto indica la stella più luminosa nel periodo indicato.
| \| Anni \| Sirio \| Canopo \| α Centauri \| Arturo \| Vega \| Procione \| Altair \| \| -------- \| ----- \| ------ \| ---------- \| ------ \| ----- \| -------- \| ------ \| \| −100 000 \| −0,66 \| −0,82 \| 2,27 \| 0,88 \| 0,33 \| 0,88 \| 1,69 \| \| −75 000 \| −0,86 \| −0,80 \| 1,84 \| 0,58 \| 0,24 \| 0,73 \| 1,49 \| \| −50 000 \| −1,06 \| −0,77 \| 1,30 \| 0,30 \| 0,17 \| 0,58 \| 1,27 \| \| −25 000 \| −1,22 \| −0,75 \| 0,63 \| 0,08 \| 0,08 \| 0,46 \| 1,03 \| \| 0 \| −1,43 \| −0,72 \| −0,21 \| −0,02 \| 0,00 \| 0,37 \| 0,78 \| \| 25 000 \| −1,58 \| −0,69 \| −0,90 \| 0,02 \| −0,08 \| 0,33 \| 0,49 \| \| 50 000 \| −1,66 \| −0,67 \| −0,56 \| 0,19 \| −0,16 \| 0,32 \| 0,22 \| \| 75 000 \| −1,66 \| −0,65 \| 0,30 \| 0,45 \| −0,25 \| 0,37 \| −0,06 \| \| 100 000 \| −1,61 \| −0,62 \| 1,05 \| 0,74 \| −0,32 \| 0,46 \| −0,31 \| |       |        |            |        |       |          |        |
| Anni | Sirio | Canopo | α Centauri | Arturo | Vega  | Procione | Altair |
| −100 000 | −0,66 | −0,82  | 2,27       | 0,88   | 0,33  | 0,88     | 1,69   |
| −75 000 | −0,86 | −0,80  | 1,84       | 0,58   | 0,24  | 0,73     | 1,49   |
| −50 000 | −1,06 | −0,77  | 1,30       | 0,30   | 0,17  | 0,58     | 1,27   |
| −25 000 | −1,22 | −0,75  | 0,63       | 0,08   | 0,08  | 0,46     | 1,03   |
| 0 | −1,43 | −0,72  | −0,21      | −0,02  | 0,00  | 0,37     | 0,78   |
| 25 000 | −1,58 | −0,69  | −0,90      | 0,02   | −0,08 | 0,33     | 0,49   |
| 50 000 | −1,66 | −0,67  | −0,56      | 0,19   | −0,16 | 0,32     | 0,22   |
| 75 000 | −1,66 | −0,65  | 0,30       | 0,45   | −0,25 | 0,37     | −0,06  |
| 100 000 | −1,61 | −0,62  | 1,05       | 0,74   | −0,32 | 0,46     | −0,31  |

## Etimologia e cultura

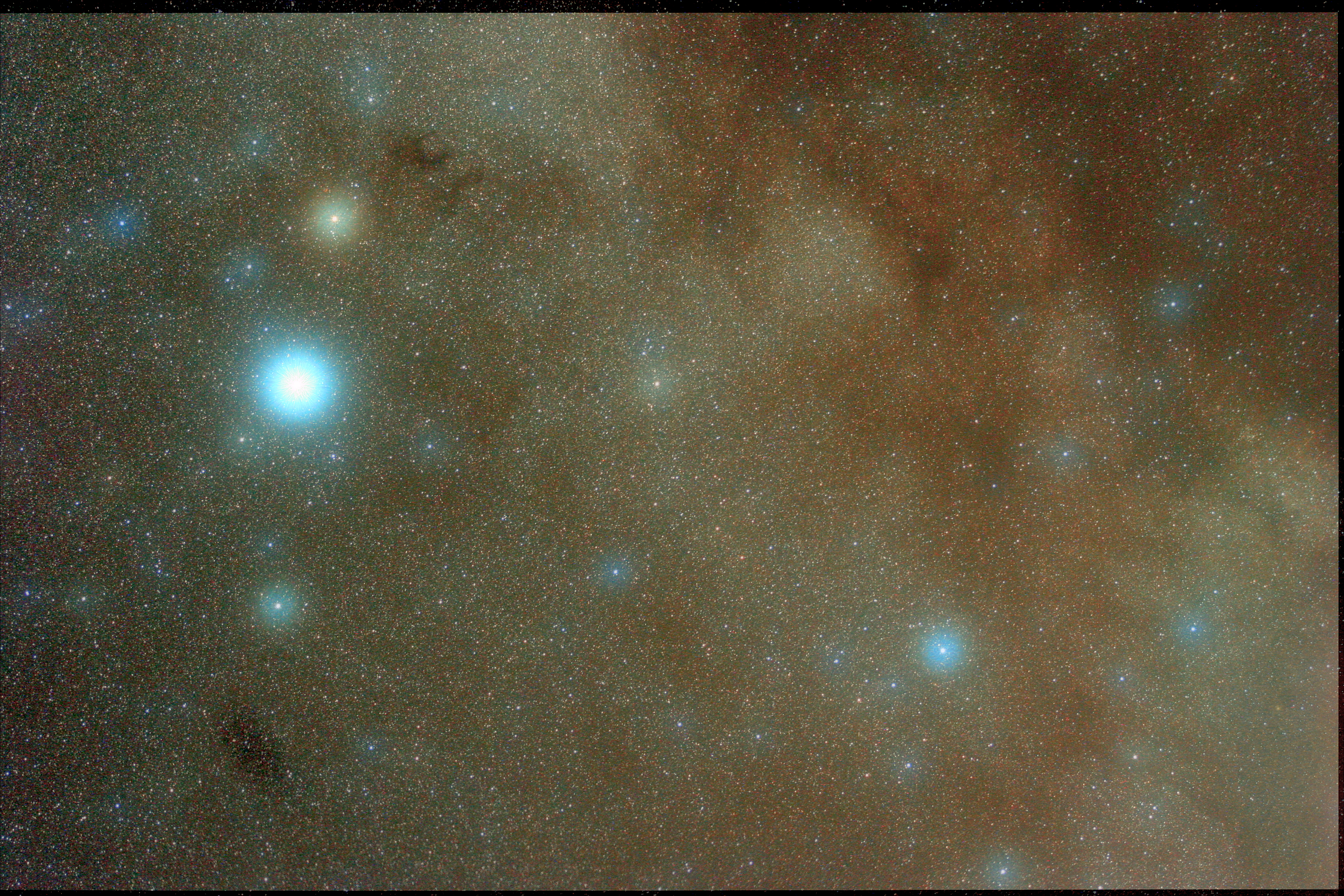
L'asterismo formato da Altair, Tarazed e Alshain.

Il nome Altair risale al Medioevo; è una abbreviazione dell'arabo النسر الطائر, al-nasr al-ṭāʾir, che significa "l'aquila che vola". Il termine Al Nesr Al Tair appare nel catalogo di Muḥammad al-Akhṣāṣī al-Muwaqqit (in arabo  محمد الاخصاصي الموقت‎?) e in realtà denotava l'asterismo formato da Altair, Tarazed e Alshain. L'espressione araba derivava a sua volta da un nome babilonese o sumerico, visto che questi ultimi chiamavano Altair la stella dell'aquila. A volte viene utilizzata anche l'ortografia Atair.
In ambiente cinese, l'asterismo formato da Altair, Tarazed e Alshain è conosciuto come 河鼓 (Hé Gŭ), che significa il tamburo del fiume. Altair è di conseguenza chiamata 河鼓二 (Hé Gŭ èr), che significa la seconda stella del tamburo presso il fiume, o più letteralmente il tamburo del fiume II. Tuttavia vengono più spesso utilizzati altri nomi 牵牛星 (Qiān Niú Xīng) o 牛郎星 (Niú Láng Xīng), che significano la stella del mandriano. Questi nomi derivano dalla storia d'amore, ricordata durante la festa di Qixi, fra il pastore Niú Láng (Altair) e 织女 (Zhī Nŭ), la tessitrice, rappresentata dalla stella Vega. Zhī Nŭ è separata da Niú Láng e dai suoi due figli (Tarazed e Alshain) dalla Via Lattea. Essi si possono incontrare solo una volta all'anno, quando è possibile attraversare la Via Lattea mediante un ponte di gazze ladre. Anche la festività giapponese del Tanabata (七夕?), in cui Altair è chiamata Hikoboshi (彦星?,  italiano:  la stella pastore), è basata sulla stessa leggenda.
In India l'asterismo formato da Altair, Tarazed e Alshain è associato alla 22ª Nakshatra (settori in cui veniva divisa l'eclittica), chiamata Çravana (l'orecchio) o Çrona (lo zoppo) o Açvattha (il sacro albero del fico). Il reggente dell'asterismo è il dio Visnù e le tre stelle rappresentano i tre passi compiuti dal dio nel cielo.
Gli aborigeni australiani Koori chiamavano anch'essi Altair Bunjil, che significa l'aquila cuneata; Tarazed e Alshain rappresentavano invece le sue mogli, cioè due cigni neri. Invece il popolo aborigeno australiano che viveva vicino al fiume Murray chiamava Altair Totyerguil. Essi credevano che il fiume Murray si era formato quando il cacciatore Totyerguil arpionò il pesce gigante Otjout che, ferito, aveva scavato un canale nell'Australia meridionale prima di diventare la costellazione del Delfino.
Gli abitanti della Micronesia chiamavano Altair Mai-lapa ("il vecchio/grande frutto dell'albero del pane"), mentre i Maori la chiamavano Poutu-te-rangi ("il pilastro del cielo").
In astrologia si crede che Altair conferisca una natura coraggiosa, fiduciosa, ostinata, ambiziosa e prodiga; immediate, grandi e tuttavia effimere ricchezze; posizioni di comando, ma anche il rischio di provocare spargimenti di sangue. Inoltre si ritiene che i rettili siano pericolosi per coloro che sono influenzati da questa stella.  
Nel film cult Il Pianeta proibito,  di  Fred M. Wilcox   del  1956,  Altair viene scelta come meta di un viaggio interstellare alla ricerca dell'astronave Bellerofonte, e del suo equipaggio. Farà un interessantissimo incontro con la estinta civiltà dei Krell.